# Wirtschaft in Gemeinschaft
Die Wirtschaft in Gemeinschaft ist eine Initiative der Fokolar-Bewegung, die 1991 in Brasilien ins Leben gerufen wurde. Im Rahmen dieses Projektes engagieren sich weltweit inzwischen über 840 Unternehmen, um benachteilige Menschen zu unterstützen. Die beteiligten Unternehmen stellen Teile ihres Gewinns zur Verfügung, um Not zu lindern und Strukturen zu schaffen, die eine „Kultur des Gebens“ fördern. Einige dieser Betriebe haben sich in der Nähe von Siedlungen der Fokolar-Bewegung zu kleinen Gewerbeparks zusammengetan. Hier wird sichtbar, wie sich der christlich geprägte Lebensstil auch auf den unternehmerischen Alltag auswirkt. Solche Gewerbeparks gibt es in Incisa/Loppiano (Nähe Florenz/Italien), in São Paulo (Brasilien) und in der Nähe von Buenos Aires (Argentinien).